# Формула-1 — Гран-прі Бразилії 1981
Гран-прі Бразилії 1981 року (порт. X Grande Prêmio do Brasil) — другий етап чемпіонату світу 1981 року з автоперегонів у класі Формула-1. Відбувся 29 березня на автодромі Жакарепаґуа. Через дощ гонка затягнулася й була зупинена через двогодинний ліміт. Із запланованих 63 кіл дистанції гонщики проїхали 62, подолавши 316.953 м дистанції. 
Команда Вільямс-Форд вдруге поспіль здобула переможний дубль. Свою одинадцяту перемогу в кар'єрі та третю на гран-прі Бразилії виборов аргентинець Карлос Ройтеманн. Австралієць Алан Джонс, діючий чемпіон та переможець попереднього гран-прі, став другим, проте відмовився піднятися на подіум, лютуючи, що Ройтеманн проігнорував накази команди пропустити його уперед.

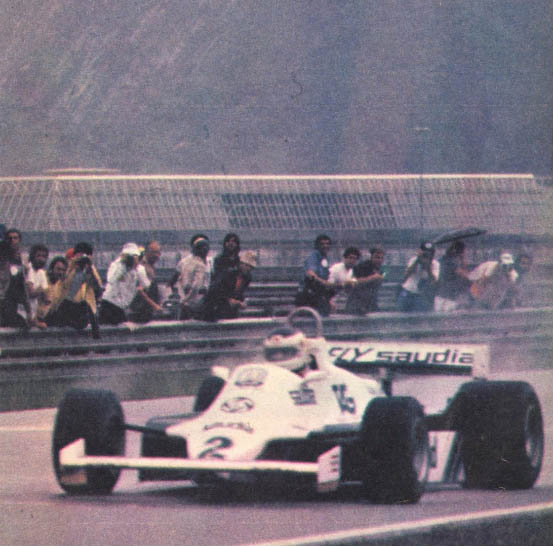
Ройтеманн на гран-прі Бразилії

## Перегони
|      | Пілот               | Команда          | Кіл | Час                     | Старт | Очок |
| ---- | ------------------- | ---------------- | --- | ----------------------- | ----- | ---- |
| 1    | Карлос Ройтеманн    | Вільямс-Форд     | 62  | 2:00:23.66              | 2     | 9    |
| 2    | Алан Джонс          | Вільямс-Форд     | 62  | +4.44                   | 3     | 6    |
| 3    | Рікардо Патрезе     | Ерроуз-Форд      | 62  | +1:03.08                | 4     | 4    |
| 4    | Марк Зурер          | Енсайн-Форд      | 62  | +1:17.03                | 18    | 3    |
| 5    | Еліо де Анджеліс    | Лотус-Форд       | 62  | +1:26.42                | 10    | 2    |
| 6    | Жак Лаффіт          | Ліж'є-Матра      | 62  | +1:26.83                | 16    | 1    |
| 7    | Жан-П'єр Жар'є      | Ліж'є-Матра      | 62  | +1:30.25                | 23    |      |
| 8    | Джон Ватсон         | Макларен-Форд    | 61  | +1 коло                 | 15    |      |
| 9    | Кеке Росберг        | Фіттіпальді-Форд | 61  | +1 коло                 | 12    |      |
| 10   | Патрік Тамбе        | Теодор-Форд      | 61  | +1 коло                 | 19    |      |
| 11   | Найджел Менселл     | Лотус-Форд       | 61  | +1 коло                 | 13    |      |
| 12   | Нельсон Піке        | Бребгем-Форд     | 60  | +2 кола                 | 1     |      |
| 13   | Рікардо Суніно      | Тіррелл-Форд     | 57  | +5 кіл                  | 24    |      |
| НК   | Едді Чівер          | Тіррелл-Форд     | 49  | не класифікований       | 14    |      |
| НК   | Бруно Джакомеллі    | Альфа-Ромео      | 40  | не класифікований       | 6     |      |
| Схід | Жиль Вільньов       | Феррарі          | 25  | турбо                   | 7     |      |
| Схід | Ектор Ребаке        | Бребгем-Форд     | 22  | задня підвіска/розворот | 11    |      |
| Схід | Ален Прост          | Рено             | 20  | удар от Піроні          | 5     |      |
| Схід | Зіґфрід Стор        | Ерроуз-Форд      | 20  | зіткнення з Тамбе       | 21    |      |
| Схід | Дідьє Піроні        | Феррарі          | 19  | удар в Проста           | 17    |      |
| Схід | Андреа де Чезаріс   | Макларен-Форд    | 9   | двигун                  | 20    |      |
| Схід | Рене Арну           | Рено             | 0   | зіткнення на старті     | 8     |      |
| Схід | Маріо Андретті      | Альфа-Ромео      | 0   | зіткнення на старті     | 9     |      |
| Схід | Чіко Серра          | Фіттіпальді-Форд | 0   | зіткнення на старті     | 22    |      |
| НКВ  | Ян Ламмерс          | АТС-Форд         |     |                         |       |      |
| НКВ  | Беппе Габ'яні       | Озелла-Форд      |     |                         |       |      |
| НКВ  | Мігель-Анхель Герра | Озелла-Форд      |     |                         |       |      |
| НКВ  | Елізео Саласар      | Марч-Форд        |     |                         |       |      |
| НКВ  | Дерек Делі          | Марч-Форд        |     |                         |       |      |
| НС   | Рікардо Лондоньйо   | Енсайн-Форд      |     |                         |       |      |

## Кола лідирування
- 1—62 — Карлос Ройтеманн.

## Положення в чемпіонаті після Гран-прі
| Поз | Пілот            | Очки |
| --- | ---------------- | ---- |
| 1   | Алан Джонс       | 15   |
| 2   | Карлос Ройтеманн | 15   |
| 3   | Нельсон Піке     | 4    |
| 4   | Рікардо Патрезе  | 4    |
| 5   | Маріо Андретті   | 3    |

| Поз | Конструктор  | Очки |
| --- | ------------ | ---- |
| 1   | Вільямс-Форд | 30   |
| 2   | Бребгем-Форд | 4    |
| 3   | Ерроуз-Форд  | 4    |
| 4   | Альфа Ромео  | 3    |
| 5   | Енсайн-Форд  | 3    |

- Примітка: Тільки 5 позицій включені в обидві таблиці.